# Matteo Berselli
Matteo Berselli (fl. Nato a Venezia c1690 (?). È menzionato come attivo fino al 1721, ma da quella data in poi le sue azioni o la data della sua morte sono sconosciute.) è stato un cantante castrato italiano.

## Biografia
Poco è noto di Berselli prima del debutto sulle scene a Venezia nel 1709, anche se il musicologo Winton Dean ipotizza che fosse veneziano. Sebbene sia menzionato nel cast della prima romana della Resurrezione di Handel, l'8 aprile 1708, a Palazzo Ruspoli. Il primo ruolo noto è quello di Eudemo ne Il tradimento tradito di Albinoni nel 1709 e colpisce perché Berselli era sia giovane che dotato di un timbro particolarmente acuto, che lo rendeva più adatto ai ruoli femminili che a quelli maschili. A Venezia ha cantato anche in opere di Francesco Gasparini. La sua carriera lo portò nella maggiori città italiane, tra cui Bologna (1812), Reggio Emilia (1713), Roma (1714), Firenze e Milano (1715). Nel 1716 cantò a Napoli insieme a Senesino ne La virtù trionfante di Alessandro Scarlatti.
Tra il 1717 e il 1720 cantò alla corte di Dresda con Santa Stella, Vittoria Tesi e Giuseppe Maria Boschi, insieme a cui si esibì nelle opere di Antonio Lotti. Per il suo lavoro Berselli ricevette la cifra di 4500 talleri e l'uso di una carrozza personale. 
Il castrato era dotato di grande estensione vocale che, secondo Johann Joachim Quantz, si estendeva oltre il re acuto. George Friedrich Handel, dopo averlo ascoltato a Dresda, lo invitò a Londra per cantare con la Royal Academy of Music. Giunse in Inghilterra nel 1720 e cantò al King's Theatre per una stagione, interpretando Nino nell'Astarto di Giovanni Bononcini e Tigrane in una versione rivisitata del Radamisto, la cui partitura includeva quattro nuove arie scritte da Handel apposta per lui.
Nel 1721 cantò nel ruolo di Orazio nel Muzio Scevola di Handel, in quello di Megabise nell'Arsace di Orlandini e Ciro ne L'odio e l'amore di Bononcini. Dopo il 1721 si perdono le sue tracce.